# Melchior Fernández de la Cueva
Don Melchior Fernández de la Cueva y Enríquez de Cabrera, 9e duc d'Alburquerque, né à Madrid en 1625 et décédé dans cette même ville le 21 octobre 1686, est un aristocrate et officier de marine espagnol du XVIIe siècle. Il sert dans l'Armada espagnole et est nommé Capitaine Général de la mer Océane (Capitán General del mar Océano) en 1674. Il est nommé gentilhomme de la Chambre du Roi, membre de son Conseil d'État et Conseil de Guerre (1680).

## Biographie

### Origines et famille
Melchior de la Cueva est le fils de Gaspar de la Cueva de Los Angeles, troisième marquis de Bedmar et de Emmanuelle Enriquez Osorio. Il a pour frère cadet Isidoro de la Cueva y Benavides, gouverneur des Pays-Bas espagnols (1701-1704), vice-roi de Sicile (1705-1707) et ministre de la Guerre espagnol en 1712.

### Mariage et descendance
Il se marie avec sa cousine Dona Rosalea de la Cueva, 3e marquise de Cadreita, 5e comtesse de la Torre, dame de la villa de Guillerna, fille unique du 8e duc d'Albuquerque, Francisco Fernández de la Cueva.

### Sources et bibliographie
- (es) Revista de historia de genealogia espanola Ano VI, Madrid, septembre-octobre 1917, chap. 9-10
- (es) Francisco Fernández de Bethencourt, Historia genealógica y heráldica de la Monarquía Española, Casa Real y Grandes de España, t. X, Madrid, 1920